# خسروسوسماران
خسروسوسماران (نام علمی: Basilosauridae) تیره‌ای پیراتبار و منقرض شده از آب‌بازسانان کهن بودند که در انتهای ائوسن میانی تا آغاز ائوسن پسین در همهٔ قاره‌های زمین، از جمله جنوبگان، زندگی می‌کردند. احتمال می‌رود که این تیره از کهن‌آب‌بازسانان نخستین آب‌بازسانانی باشند که به گونه کامل در آب زندگی می‌کردند.

## رده‌بندی
شامل زیرخانواده‌ها و سرده‌های زیر است:
- تیره خسروسوسماران
  - زیرخانواده Basilosaurinae
    - سرده باسیلوسور
    - سرده Basiloterus

  - زیرخانواده دورودونتیان
    - سرده Ancalecetus
    - سرده Chrysocetus
    - سرده Cynthiacetus
    - سرده دندان‌نیزه‌ای
    - سرده Saghacetus
    - سرده Zygorhiza

  - زیرخانواده Kekenodontinae
    - سرده Kekenodon
    - سرده Phococetus

  - زیرخانواده Stromeriinae
    - سرده Stromerius